# Theta Scorpii
Theta Scorpii (θ Scorpii, viết tắt Theta Sco, θ Sco) là một sao đôi trong chòm sao hoàng đạo phương nam là Thiên Yết. Cấp sao biểu kiến của ngôi sao này là +1,87, khiến nó có thể dễ dàng nhìn thấy bằng mắt thường và là một trong những ngôi sao sáng nhất trên bầu trời đêm. Nó đủ gần để có thể đo trực tiếp khoảng cách bằng cách sử dụng kỹ thuật thị sai và các phép đo như vậy thu được trong nhiệm vụ Hipparcos đưa ra ước tính khoảng 300 năm ánh sáng (90 parsec) tính từ Mặt Trời.
Hai sao thành phần được định danh θ Scorpii A (chính thức đặt tên Sargas /ˈsɑːrɡæs/, tên truyền thống cho hệ sao này) và θ Scorpii B,

## Danh pháp
θ Scorpii (được Latin hóa thành Theta Scorpii) là tên gọi Bayer của hệ thống. Các tên gọi của hai sao thành phần là Theta Scorpii A và Theta Scorpii B xuất phát từ quy ước được sử dụng bởi Danh lục Bội số Washington (WMC) cho các hệ nhiều sao, và được Hiệp hội Thiên văn Quốc tế (IAU) thông qua.
Nó mang tên truyền thống Sargas, có nguồn gốc từ tiếng Sumer. Một nguồn gốc khác có thể là tiếng Ba Tư nghĩa là Đầu mũi tên سر. Tên gọi 'Sar Gaz' được sử dụng ở Iran như một ngôi sao và được sử dụng để chia sẻ thời gian tưới nước. Vào năm 2016, IAU đã tổ chức một Nhóm Công tác về Tên sao (WGSN)  để lập danh lục và chuẩn hóa tên riêng cho các ngôi sao. WGSN quyết định gán tên thích hợp cho từng ngôi sao thay vì toàn bộ hệ nhiều sao. Nhóm này đã phê duyệt tên Sargas cho sao θ Scorpii A vào ngày 21 tháng 8 năm 2016 và hiện tại nó đã được đưa vào Danh sách Tên Sao được IAU phê duyệt.
Trong tiếng Trung, 尾宿 (Wěi Xiù, Vĩ Tú), có nghĩa là Sao Vĩ, đề cập đến một khoảnh sao gồm Theta Scorpii, Epsilon Scorpii, Zeta1 Scorpii và Zeta2 Scorpii, Eta Scorpii, Iota1 Scorpii và Iota2 Scorpii, Kappa Scorpii, Lambda Scorpii, Mu1 Scorpii và Upsilon Scorpii. Do đó, tên tiếng Trung của chính Theta Scorpii là 尾宿五  (Wěi Xiù wǔ, Vĩ Tú ngũ), "Ngôi sao thứ năm của Sao Vĩ".

## Tính chất
Ngôi sao chính (θ Scorpii A) là một sao khổng lồ sáng đã tiến hóa với phân loại sao F0 II. Với khối lượng gấp 5,7 lần khối lượng Mặt Trời, nó đã mở rộng gấp khoảng 26 lần bán kính Mặt Trời. Nó phát ra độ sáng gấp 1.834 lần so với Mặt Trời từ lớp vỏ ngoài của nó ở nhiệt độ hiệu dụng 7.268 K, tạo cho nó ánh sáng màu vàng trắng của một sao loại F. Ngôi sao này đang tự quay rất nhanh, tạo cho nó một hình dạng xiên với bán kính xích đạo lớn hơn 19% so với bán kính cực.
Ngôi sao đồng hành (pi Scorpii B) có cấp sao 5,36 ở khoảng cách góc 6,470 giây cung.

## Di sản hiện đại
Scorpii xuất hiện trên quốc kỳ của Brasil, tượng trưng cho bang Alagoas.